# سیارک ۱۰۰۴۳۴
سیارک ۱۰۰۴۳۴ (به انگلیسی: 100434 Jinyilian، نامگذاری:1996LJ) صد هزار و چهارصد و سی و چهارمین سیارک کشف شده‌است که در ۶ ژوئن ۱۹۹۶ کشف شد.